# ضغط وريدي مركزي

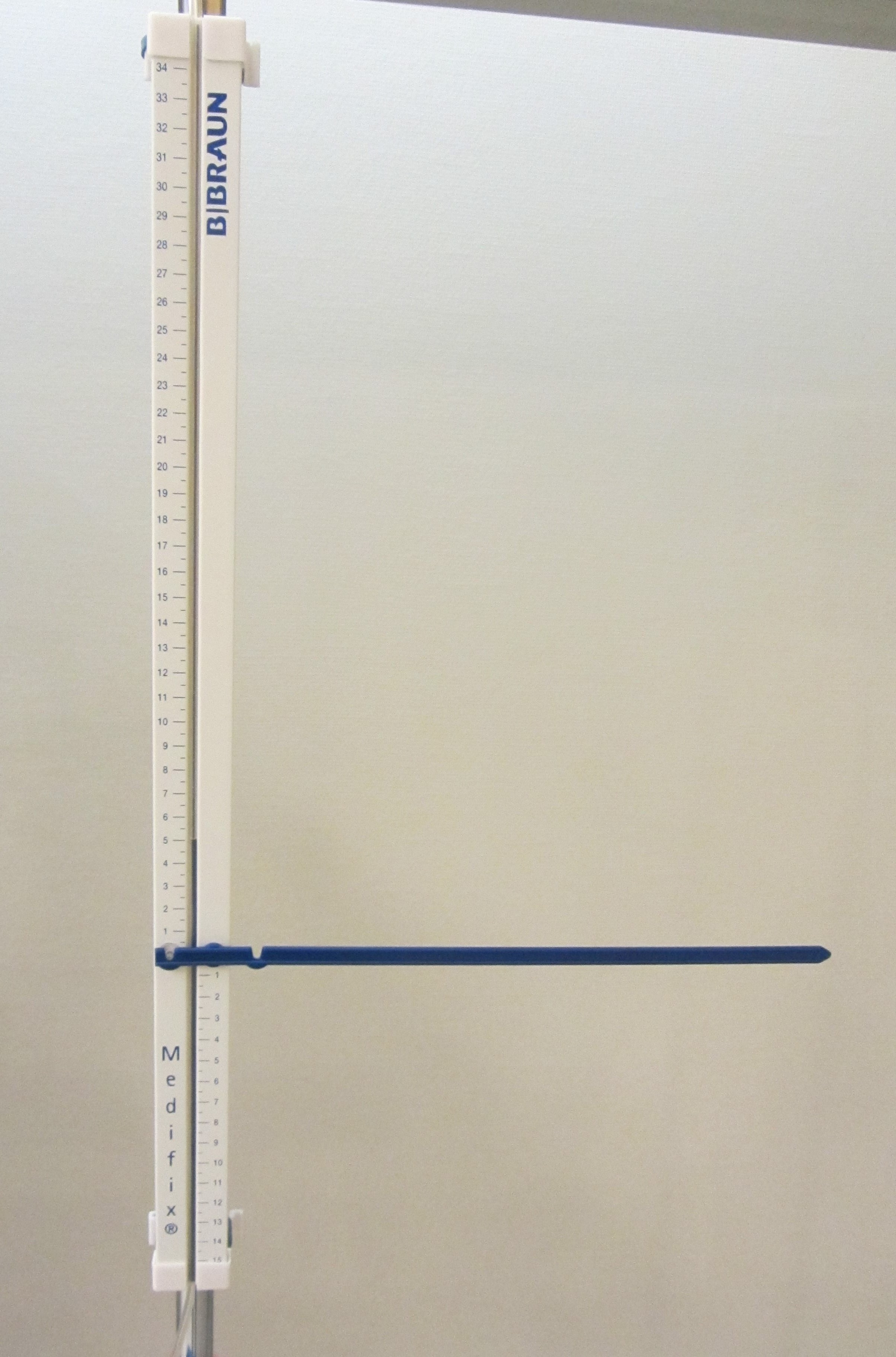

الضغط الوريدي المركزي (بالإنجليزية: Central venous pressure)‏ هو ضغط الدم في القسم الصدري من الوريد الأجوف، بمحاذاة الأذين الأيمن في القلب. يعد الضغط الوريدي المركزي مؤشرًا لكمية الدم العائدة إلى القلب وقدرة القلب على ضخ الدم إلى الشرايين.
يعتبر الضغط الوريدي المركزي تقديرًا جيدًا لضغط الأذين الأيمن، والذي هو المعيار الأساسي الذي يقرر حجم نهاية انبساط البطين الأيمن. كان الضغط الوريدي المركزي، وغالبًا ما زال، كمصطلح موازي لطليعة التحميل القلبية، وتم استخدام التغييرات في ضغط الوريدي المركزي ردًا على تسريب سوائل للوريد لتنبؤ استجابية الحجم، أي معرفة هل إضافة سوائل ستحسن النتاج القلبي. بيد أن هناك أدلة في الآونة الأخيرة أن الضغط الوريدي المركزي، سواء كقيمة مطلقة أو التغييرات به كدالة لتغييرات بحجم السوائل، لا يترابط مع حجم البطين الأيسر (أي طليعة التحميل) أو استجابية الحجم، ومن هنا لا ينبغي استعماله لتوجيه علاج السوائل الوريدي.

## قياس
يُقاس الضغط الوريدي المركزي من نقطتي مرجع:
- عظم القص: 14-0 سم ماء.
- خط منتصف الإبط: 15-8 سم ماء.

يمكن قياس ضغط الوريد المركزي عن طريق توصيل أنبوب القثطرة الوريدية المركزية إلى أنبوب خاص موصل بعامود ماء صغير القطر. إذا تمت معايرة عامود الماء بشكل سليم فإن ارتفاع عامود الماء يشير إلى ضغط الوريد المركزي.
في معظم وحدات العناية الفائقة، تتوفر أجهزة لقياس مستمر لضغط الوريد المركزي.
القيم السوية هي 10-5 سم ماء.

## عوامل تؤثر على الضغط الوريدي المركزي
العوامل التي ترفع الضغط الوريدي المركزي تشمل:
- فرط حجم الدم
- الزفير القسري
- استرواح الصدر الضاغط
- فشل القلب
- انصباب جنبي
- نتاج قلبي منخفض
- اندحاس قلبي
- تهوية ميكانيكية واستعمال ضغط نهاية الزفير موجب
- فرط ضغط الدم الرئوي
- انصمام رئوي

العوامل التي تخفض الضغط الوريدي المركزي تشمل:
- نقص حجم الدم
- استنشاق عميق
- صدمة توزيعية